# Дом Куртене (Капетинги)
Дом Куртене (фр. Maison de Courtenay), также известны как Капетингский дом Куртене (фр. Maison capétienne de Courtenay) — французский род, ветвь королевской династии Капетингов. Родоначальником его был Пьер I де Куртене (1126—1183), шестой сын короля Франции Людовика VI Толстого, который женился на Елизавете, дочери Рено, сеньора де Куртене из первого дома, получив в качестве приданого сеньорию Куртене.

## История
Старший сын Пьера I, Пьер II (1155—1219), который стал родоначальником старшей ветви рода, посредством брака приобрёл графство Невер, а также стал императором Латинской империи. Для того, чтобы сохранить власть в Латинской империи, потомки Пьера II были вынуждены продать большую часть своих владений во Франции, однако власть в империи сохранить так и не смогли. Младший сын Пьера II, Балдуин II (1217—1273) в 1261 году был свергнут, а Латинская империя прекратила своё существование, сам же Балдуин умер в Италии. Старшая ветвь по мужской линии угасла в 1283 году со смертью сына Балдуина II, Филиппа, единственная дочь которого, Екатерина, вышла замуж за Карла Валуа, передав ему права на титул императора Латинской империи.
Во Франции остались другие ветви рода, которые пошли от младших сыновей Пьера I. Их обширные имения были раздроблены между многочисленными представителями рода. Последний представитель рода Куртене по мужской линии умер в 1733 году, а после смерти 29 июня 1768 года Элен де Куртене род окончательно угас. В последние десятилетия своего существования Куртене через Парижский парламент утвердили за собой титул принцев крови, ссылаясь на своё происхождение по прямой мужской линии от Гуго Капета. Так же с XIX века наследники Куртене по женской линии, семейство Бофремонов (известное в лотарингских источниках с XI века), вполне легально именовало себя принцами, а Людовик XVIII сделал главу рода ещё и герцогом (1818).